# L'Adoration des mages (Botticelli, Washington)
Pour les articles homonymes, voir L'Adoration des mages (homonymie).
Ne doit pas être confondu avec L'Adoration des mages (Botticelli, Florence).
 (novembre 2023).
Si vous disposez d'ouvrages ou d'articles de référence ou si vous connaissez des sites web de qualité traitant du thème abordé ici, merci de compléter l'article en donnant les références utiles à sa vérifiabilité et en les liant à la section « Notes et références ».
L'Adoration des mages (Adorazione dei Magi en italien) est une peinture à tempera sur bois (70 × 103 cm) exécutée autour de 1482 par Sandro Botticelli (qui en a peint plusieurs sur ce thème et en laissera une, inachevée, à sa mort en 1510). Elle est conservée à la  National Gallery of Art de Washington.

## Historique
L'œuvre, qui est généralement datée de 1482, correspond au retour de l'artiste de Rome où il avait participé à la décoration de la Chapelle Sixtine. En effet, à l'arrière-plan on note des influences de l'art du Pérugin, un de ses collègues à Rome.
Le tableau a fait une apparition documentée au XVIIIe siècle auprès du graveur  Peralli, qui dit l'avoir acheté auprès d'une collection privée romaine. Le tableau a été transmis à Dominique Vivant Denon qui le transporta à Paris. En 1808 il a été vendu au tzar Alexandre Ier de Russie, qui le destina au musée de l'Ermitage.
En janvier 1931 le tableau fait partie du lot d'œuvres d'art mises en vente secrètement par Staline et achetées par l'intermédiaire d'Andrew Mellon. Cette vente a été définie comme l'une des plus importantes transactions d'art du XXe siècle, s'élevant à près de 10 millions de dollars de l'époque. Ce tableau, avec la collection Mellon, forma dès 1937 le noyau initial du nouveau  musée de la National Gallery of Art de Washington.

## Thème
L'Adoration des mages est l'épisode  de la vie de Jésus qui s'inscrit juste pendant la  Nativité, et un des thèmes de l'iconographie chrétienne. Il montre Jésus enfant qui vient de naître, entouré de sa mère Marie, de son père Joseph, souvent en retrait. Le défilé des rois mages est le prétexte à exposer, dans leurs cortèges, les personnages importants et influents du temps de la réalisation de l'œuvre peinte.
Les rois mages sont traditionnellement représentés, apportant leurs présents : le plus vieux, Melchior, à barbe blanche et cheveux longs, prosterné devant Jésus ; celui d'âge mûr, Balthazar, barbu, agenouillé ; le plus jeune, Gaspard, imberbe, en retrait, debout.

## Description
La crèche, placée au centre, est constituée de ruines d'un édifice classique, intact au centre avec ses colonnes carrées à chapiteaux et les fermes de sa charpente.
Les rois mages s'apprêtent à rendre hommage à l'Enfant: deux sont déjà agenouillés et prosternés (le vieillard à gauche près de l'Enfant-Jésus, le plus jeune imberbe à droite légèrement en retrait), le troisième, d'âge mûr, sur la gauche, commence à faire sa révérence et n'a pas encore enlevé sa couronne.
Le cortège est séparé en deux groupes postés à droite et à gauche, laissant le devant de la scène dégagé sur la Sainte Famille et le paysage idyllique du fond, vu à travers un mur partiellement écroulé. Les groupes sont composés à l'identique : des personnages variés, devant agenouillés puis debout, le reste des cortèges avec leurs cavaliers et montures se perdant plus profondément vers des points de fuite extérieurs au cadre.
Le reste du décor est constitué d'autres vestiges antiques, visibles en arrière-plan à droite et à gauche. Sur la droite deux grands arbres en contre-jour encadrent le paysage de collines du fond qui se perdent dans le lointain sur un ciel clair dégradé de bleu vers le haut.

## Analyse
L'Adoration de Washington montre un schéma dérivé de L'Adoration des mages de Botticelli aux Offices (1475 environ) mais ici le  point de fuite central est clairement affirmé par la charpente du bâtiment central abritant la Sainte Famille, et, a contrario par les perspectives latérales des  cortèges des mages.
Les ruines d'un édifice classique sont probablement inspirées de celles de la Rome antique au  XVe siècle.
Les portraits des personnages des cortèges représentent probablement des personnalités contemporaines de Botticelli mais elles  n'ont pu être identifiées.

## Sources
- (it) Cet article est partiellement ou en totalité issu de l’article de Wikipédia en italien intitulé « Adorazione dei Magi (Botticelli Washington) » (voir la liste des auteurs).